# Chalcoela discedalis
Chalcoela discedalis là một loài bướm đêm trong họ Crambidae.